# Abdelkader El Mouaziz
Abdelkader El Mouaziz (1 de janeiro de 1969) é um atleta marroquino especializado em corridas de longa distância. Venceu por duas vezes a Maratona de Londres (1999–2001) e a Maratona de Nova York em 2000.
Participou por duas vezes nos Jogos Olímpicos, em Atlanta 1996 (ficando na 44ª posição) e em Sydney 2000 (alcançando o 7º lugar).